# NGC 2792
NGC 2792 is een planetaire nevel in het sterrenbeeld Zeilen. Het hemelobject werd op 2 maart 1835 ontdekt door de Britse astronoom John Herschel.

## Synoniemen
- PK 265+4.1
- ESO 314-PN6
- AM 0910-421